# Paradiso (Svizzera)
Paradiso (fino al 1929 Calprino; in dialetto ticinese Paradìs) è un comune svizzero di 4999 abitanti del Canton Ticino, nel distretto di Lugano.

## Geografia fisica
Paradiso sorge ai piedi del monte San Salvatore (912 m s.l.m.) e si affaccia sul Lago di Lugano.

## Storia

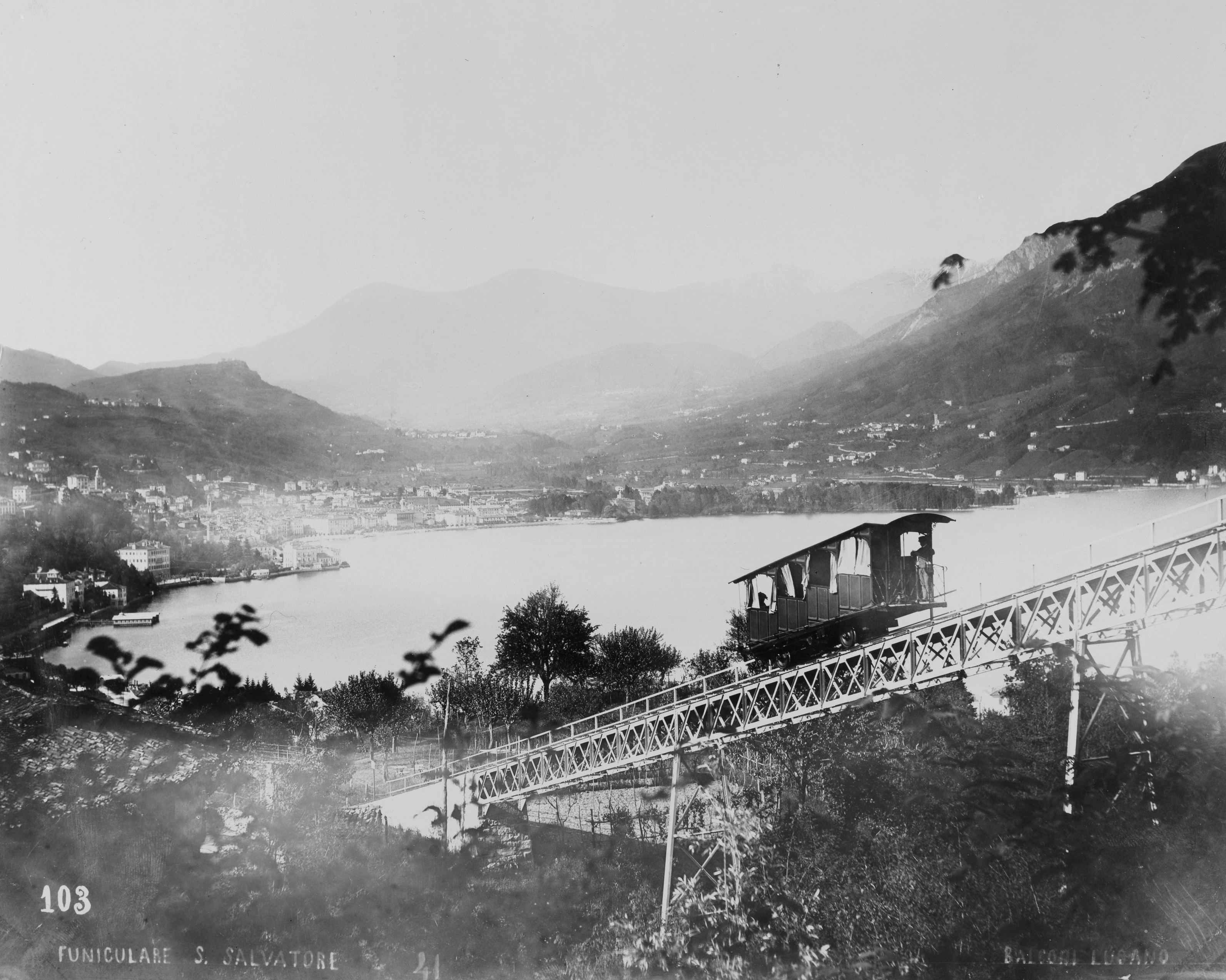
La funicolare Monte San Salvatore alla fine del XIX secolo

Fino a oltre l’inizio del XIX secolo la popolazione del comune viveva principalmente di agricoltura e pesca; era anche diffusa la coltivazione del baco da seta. Con l'inaugurazione, avvenuta nel 1882, della ferrovia del Gottardo si aprirono nuove prospettive, principalmente attraverso lo sfruttamento del turismo: in quest'ottica, nel 1890 venne inaugurata la funicolare Monte San Salvatore, ancora oggi una delle principali attrazioni turistiche della regione. Nello stesso anno fu conclusa la costruzione della linea tranviaria elettrica per collegare Calprino a Lugano.
Nel 1929 fu deciso il cambiamento di nome da Calprino a Paradiso: la denominazione Calprino (toponimo che indica una masseria posta sulle falde del Monte San Salvatore) non aveva più senso per un comune il cui centro è localizzato nelle frazioni di Paradiso e di Fontana, poste in riva al lago.

## Monumenti e luoghi d'interesse
- Oratorio della Beata Vergine alla Geretta, attestato dal XVI secolo[1];
- Castello Cattaneo.

## Società

### Evoluzione demografica
L'evoluzione demografica è riportata nella seguente tabella:
Abitanti censiti

## Geografia antropica
Pur essendo amministrativamente separato da Lugano, Paradiso ne è parte integrante dal punto di vista urbano e completamente compreso nel suo territorio, eccettuata la riva del lago.

## Economia
L'industria turistica e di intrattenimento, nelle sue varie forme, rappresenta una delle principali attività economiche presente nel comune. Vi è anche una importante attività bancaria e di altre aziende del settore terziario. Negli ultimi anni a Paradiso sono stati avviati numerosi cantieri edili, volti a modernizzarne l'architettura.

## Infrastrutture e trasporti

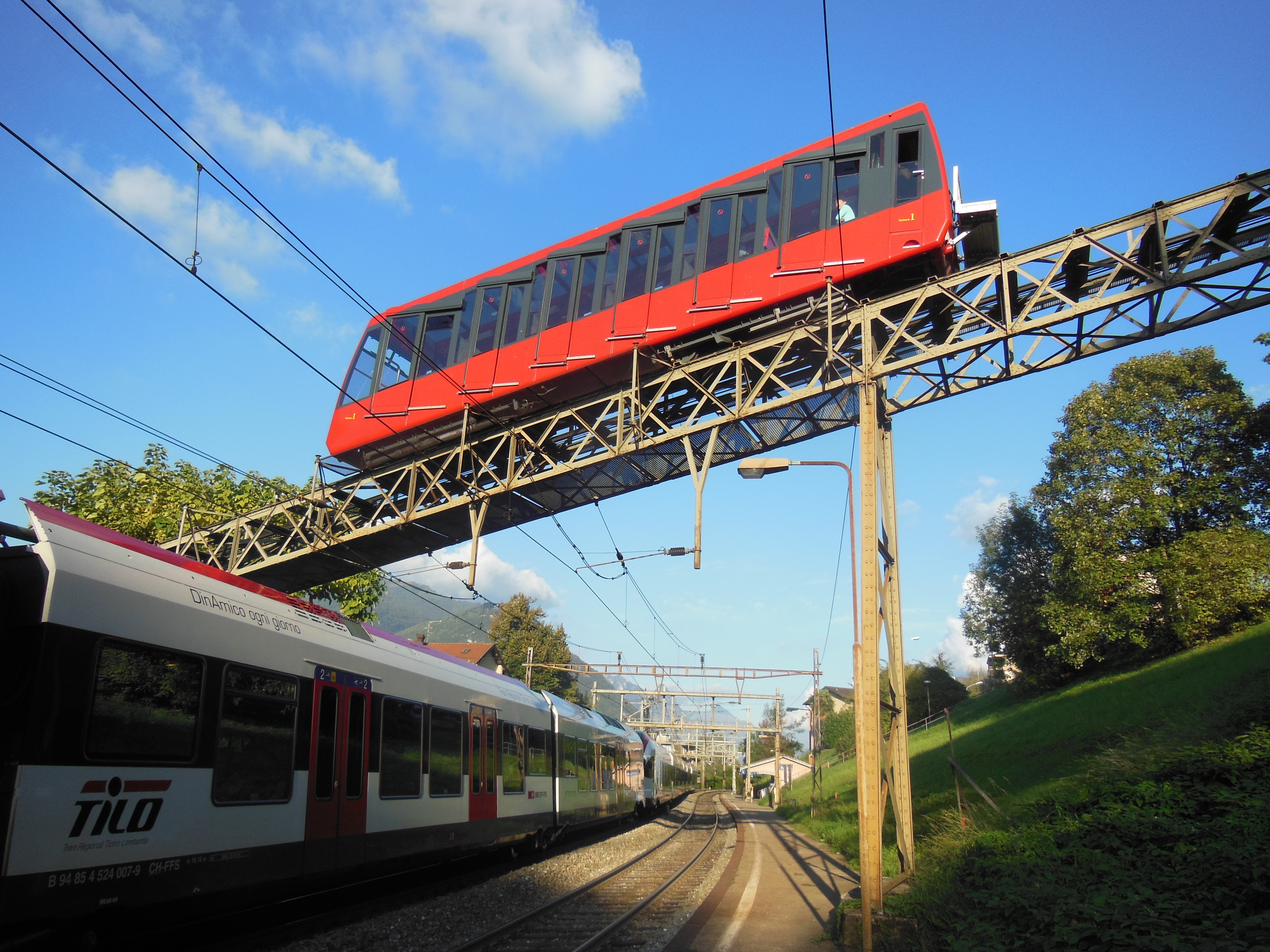
La funicolare Monte San Salvatore e un treno TiLo

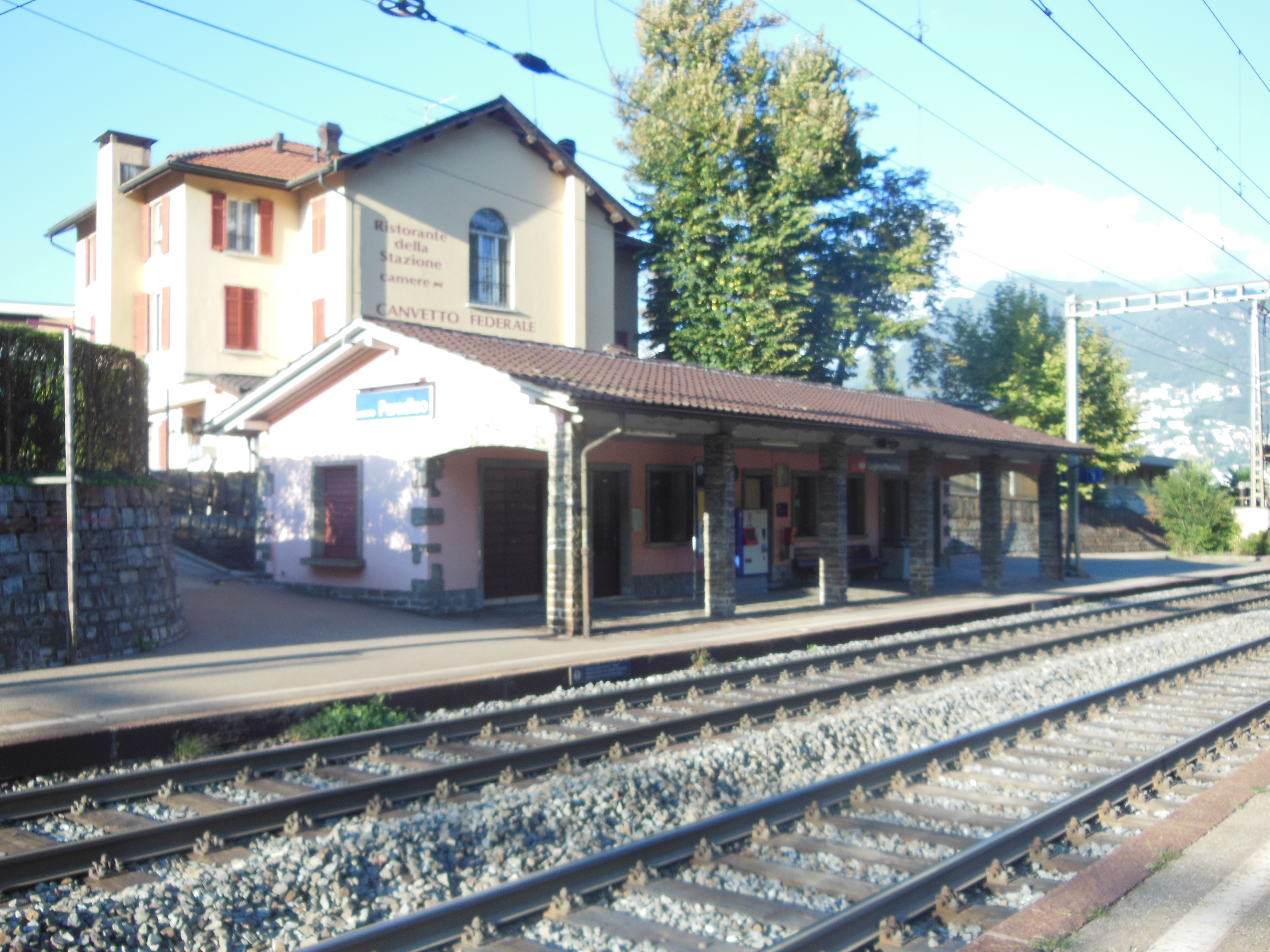
La stazione di Lugano-Paradiso

Il comune è servito dalla stazione di Lugano-Paradiso posta sulla ferrovia del Gottardo. Tuttavia, essendo considerata una stazione di minore importanza, vi fermano solo i treni della Rete celere del Canton Ticino (linea S10) che collegano Bellinzona e tutto il Sopraceneri al Ticino Meridionale e alla Lombardia (servizio TiLo).
Paradiso è anche servito dal servizio di bus urbani dei Trasporti Pubblici Luganesi che la collegano con il centro e la stazione di Lugano e con il quartiere Castagnola-Cassarate-Ruvigliana, e dai bus autopostali. La funicolare Monte San Salvatore collega il comune con la vetta del monte.

## Amministrazione
Ogni famiglia originaria del luogo fa parte del cosiddetto comune patriziale e ha la responsabilità della manutenzione di ogni bene ricadente all'interno dei confini del comune.